# 金明吉 (サッカー選手)
金明吉（Kim Myong-gil、1984年10月16日 - ）は、北朝鮮のサッカー選手。元北朝鮮代表。ポジションはゴールキーパー。

## 来歴
2005年に北朝鮮代表デビュー。2010 FIFAワールドカップ、AFCアジアカップ2011でもメンバーに選ばれた。2012年までに19試合に出場した。

## 代表歴

### 出場大会
- 北朝鮮代表
  - 2010 FIFAワールドカップ

### 試合数
- 国際Aマッチ 19試合 0得点（2005年-2012年）[1]

| 北朝鮮代表 | 国際Aマッチ | 国際Aマッチ |
| 年         | 出場        | 得点        |
| ---------- | ----------- | ----------- |
| 2005       | 9           | 0           |
| 2006       | 0           | 0           |
| 2007       | 1           | 0           |
| 2008       | 0           | 0           |
| 2009       | 1           | 0           |
| 2010       | 3           | 0           |
| 2011       | 4           | 0           |
| 2012       | 1           | 0           |
| 通算       | 19          | 0           |